# 聖安德魯 (紐約州)
聖安德魯（英語：Saint Andrew）是位於美國紐約州奧蘭治縣的非建制地區。

## 歷史
聖安德魯的郵局於1830年設立，其後於1903年停運。

## 地理
聖安德魯所處的海拔為高於海平面124米（即407英呎），而該地所採用的時區為UTC-5，即北美东部时区（EST）。同時該地設有夏令時間，為UTC-5調快一小時，即UTC-4（EDT）。